# 363 (číslo)
Tři sta šedesát tři je přirozené číslo, které následuje po čísle tři sta šedesát dva a předchází číslu tři sta šedesát čtyři. Římskými číslicemi se zapisuje CCCLXIII a řeckými číslicemi τξγ.

## Matematika
363 je:
- Deficientní číslo
- Nešťastné číslo
- Součet devíti po sobě jdoucích prvočísel (23 + 29 + 31 + 37 + 41 + 43 + 47 + 53 + 59)

## Astronomie
- (363) Padua je planetka hlavního pásu, kterou objevil v roce 1893 Auguste Charlois

## Doprava
- Silnice II/363 je česká silnice II. třídy vedoucí na trase Polička – Brněnec[1]

## Roky
- 363
- 363 př. n. l.